# Heterapoderopsis tonkineus
Heterapoderopsis tonkineus es una especie de coleóptero de la familia Attelabidae.

## Distribución geográfica
Habita en Vietnam.